# Харбург (Швабија)
Харбург (њем. Harburg) град је у њемачкој савезној држави Баварска. Једно је од 43 општинска средишта округа Донау-Рис. Према процјени из 2010. у граду је живјело 5.543 становника. Посједује регионалну шифру (AGS) 9779155.

## Географски и демографски подаци
Харбург се налази у савезној држави Баварска у округу Донау-Рис. Град се налази на надморској висини од 572 метра. Површина општине износи 73,1 km². У самом граду је, према процјени из 2010. године, живјело 5.543 становника. Просјечна густина становништва износи 76 становника/km².

## Међународна сарадња
| Мјесто | Држава    | Врста сарадње | Од    |
| ------ | --------- | ------------- | ----- |
|        | Француска | партнерство   | 1998. |
| Извор  |           |               |       |